# درويش محمد باشا البشناقي
درويش محمد باشا البشناقي (بالتركية: Boşnak Derviş Mehmed Paşa)‏ كان الصدر الأعظم للدولة العثمانية في الفترة ما بين 1606 حتى 1606. تولى منصب قبطان باشا البحرية العثمانية (أدميرال). تُوفي في 1606 بمدينة إسطنبول.

## أنظر أيضا
- قائمة قباطين البحر العثمانيين.
- قائمة الصدور العظام للدولة العثمانية.